# Frédéric Michalak
Frédéric Michalak (16. října 1982, Toulouse) je bývalý francouzský ragbista, co hrál jako útoková spojka, ze začátku hrál mlýnovou spojku. V roce 2012 byl v nominaci na nejlepšího ragbistu světa. Obdržel Řád Čestné legie.
Za Francii odehrál 77 zápasů a připsal si 436 bodů v letech 2001 až 2015. Byl hráčem, co si za Francii připsal nejvíce bodů v reprezentačních zápasech, než ho v březnu 2025 překonal Thomas Ramos. Čtyřikrát se stal vítězem Six Nations (2002, 2004, 2006 a 2010).
Na klubové úrovni se stal šestkrát vítězem Evropského poháru mistrů. V letech 2003, 2005 a 2010 to zvládl s francouzským Toulouse a třikrát po sobě (2013 až 2015) vyhrál s francouzským klubem Toulon. Čtyřikrát se stal vítězem francouzské ligy TOP14, třikrát (2001, 2008 a 2011) to dokázal s Toulouse a v roce 2014 s Toulonem. V roce 2008 se stal vítězem jihoafrické ligy s klubem Natal Sharks. Kariéru ukončil v Lyonu.
V letech 2021 až 2023 trenérem na dovednosti hráčů u Toulonu. Od roku 2023 je trenérem útoku u francouzského týmu Racing 92.

## Klubová kariéra
- 2000 – 2011 Toulouse
- 2008/09 a 2011/12 Natal Sharks
- 2012 – 2016 Toulon
- 2016 – 2018 Lyon